# Монтанизам
Монтанизам је ранохришћански покрет назван по оснивачу Монтану (лат: Montanus), који је почео да проповеда око 170. године у области Фригије (Мала Азија), тврдећи да је примио серију објава од светог Духа. 
Монтан је село Пепуза у Фригији прогласио Новим Јерусалимом. Са њиме су увек ишле две жене, Приска (или Присцила) и Максимилија, које су тврдиле да их свети Дух покреће и надахњује. Њих троје су проповедали у екстатичним стањима подстичући људе да посте и да се моле, како би доживели откровење. Монтан је говорио: 
Јер, праведан човек ће сијати стоструко сјајније од Сунца, па чак и најмањи међу вама који су спашени, (ће сјати) стоструко сјајније од Месеца.
Покрет се брзо приширио и осталим деловима Римског царства у време док је хришћанство још увек било илегално. Иако је епископ Аполинарије сматрао да деле цркву у Анкари и називао их лажним пророцима, у Риму су првобитно добро прихваћени, па их је чак и Папа Елеутерије подржао писмом.. Најпознатији монтаниста је био Тертулијан, који је пре тога био престижни латински теолог.
Иако их је званична хришћанска црква прогласила за јерес, њихове заједнице су се на неким изолованим местима одржале и до 8. века. У 6. веку, по наређењу цара Јустинијана, Јован Ефешки је предводио експедицију у Пепузу ради уништења монтанистичког светилишта, установљеног поред гробова Монтана, Присциле и Максимилије. 
Данас се често подвлачи сличност између монтанизма и савременог пентекостализма, који неки називају и нео-монтанизмом.